# Himmelsteich

Himmelsteich im Wernloch

Ein Himmelsteich oder Himmelsweiher ist ein Stillgewässer, das durch keinen oberflächigen Zustrom gespeist wird und Wasser ausschließlich aus Niederschlägen und durch Grundwasser bezieht. Abgesehen von grundwassergespeisten Teichen findet man sie nur in Gegenden, wo die jährlichen Niederschläge größer sind als die Verdunstung.

## Beschreibung
Himmelsteiche entstehen zumeist durch den Abbau von Bodenschätzen, beispielsweise nach Sprengungen, in oberflächigen Steinbrüchen, aufgelassenen Sandgruben oder beim Torfstich. Vereinzelt sind sie auch eiszeitliche Überbleibsel zwischen Endmoränen oder eigentlich Einschlagskrater von Meteoriten. Himmelsteiche dienen beispielsweise zur Speisung von Schneekanonen, als Löschwasserteiche oder als Tränke für Almvieh.
Das wesentliche Kennzeichen ist, dass der natürliche Eintrag durch Niederschläge in das Gewässer die Verluste durch Verdunstung oder Versickern dauerhaft ausgleicht. Stark überschüssige Himmelsteiche können auch einen oder mehrere temporäre oder ganzjährige Abflüsse haben, ohne jedoch deshalb als Quelle zu gelten. Das gilt theoretisch auch für solche, die Tiefen unterhalb des Grundwasserspiegels erreichen, da sie bei hydraulischem Kontakt Wasser in den Grundwasserleiter abgeben (influente Verhältnisse). 

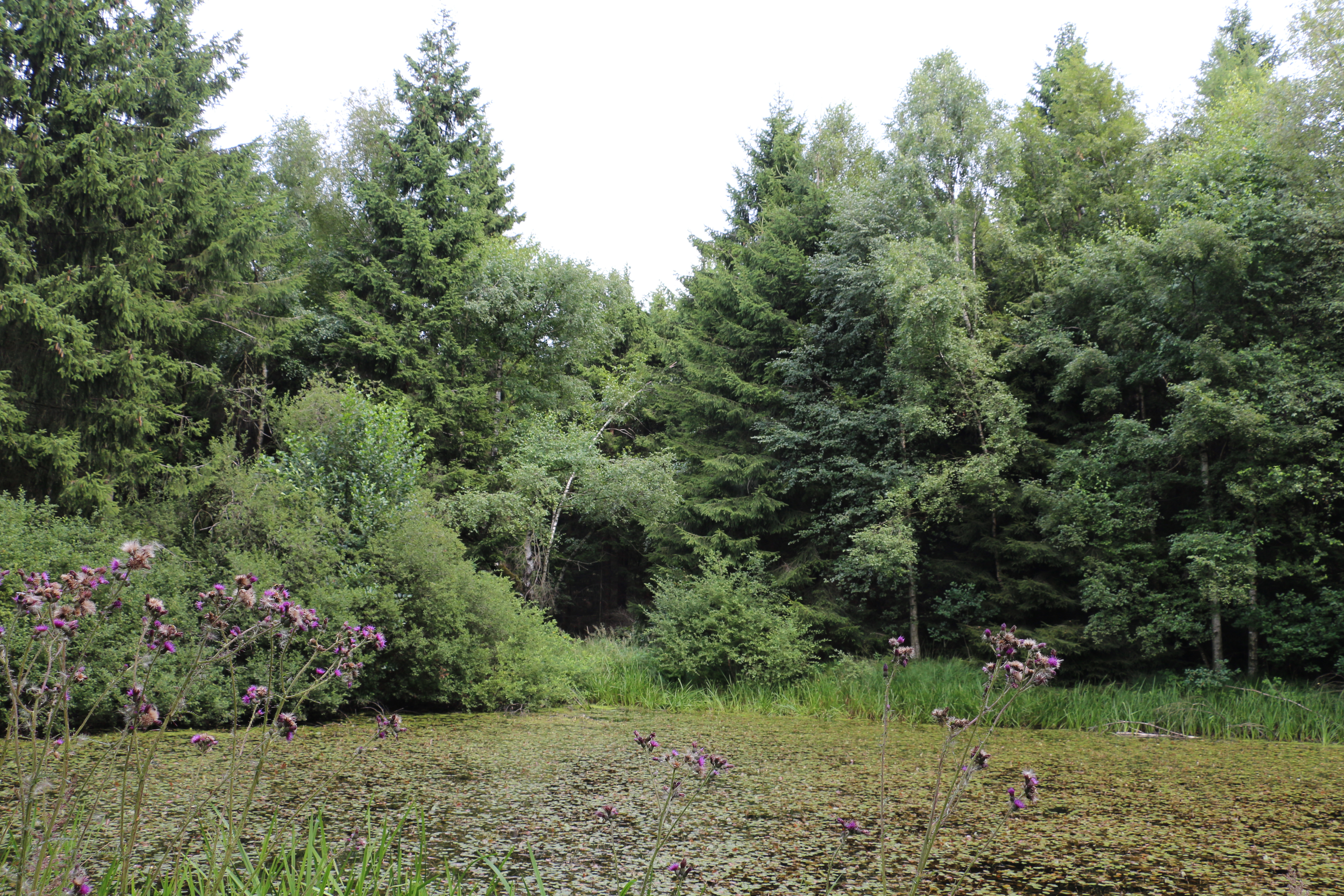
Himmelsteich im NSG Schwalenberger Wald

Ohne künstliche Hilfsmittel kann ein Himmelsteich meist nicht vollständig entleert werden oder, im Gegensatz zu einer großen Pfütze, gar trockenfallen.

## Flora und Fauna
In ungestörten Himmelsteichen entwickelt sich in dem meist sauerstoffarmen Wasser oft rasch eine artenreiche Fauna und Flora, die an eine anaerobe Lebensweise angepasst ist.
Nach einer anfänglichen Veralgung siedeln sich als Pionierpflanzen häufig zunächst Wasserlinsen und die Wasserpest an. Dieser folgen Binsengewächse und Seerosen, die strömungsfreie Gewässer bevorzugen.
Auch ein natürlicher Fischreichtum kann beispielsweise durch von Wasservögeln im Gefieder eingebrachten Fischlaich oder von fallengelassenen Beutetieren ausgehen und stabile Populationen bilden. Hinzu kommen mancherorts ausgesetzte Haustiere, bspw. Goldfische oder Kois als Neozoen.

## Beispiel
- Grafenteich, Kirchberg am Walde im niederösterreichischen Bezirk Gmünd
- Burgteich, im Vogtlandkreis, östlich von Kürbitz
- Plothener Teiche, im Saale-Orla-Kreis, nordwestlich von Schleiz